# Podgorická tavírna hliníku
Podgorická tavírna hliníku (srbsky Kombinat aluminijuma Podgorica) je jeden z významných průmyslových podniků v hlavním městě Černé Hory, Podgorici. Nachází se na jižním okraji města, u silnice směrem k městu Bar a železniční trati vedené stejným směrem.
Vznik průmyslového závodu je spojen s rapidní industrializací Černé Hory po druhé světové válce. Výstavba rozsáhlého závodu byla navržena v 60. letech 20. století; finální rozhodnutí padlo i poté, co se v blízkosti Nikšiće podařilo odhalit rozsáhlá ložiska Bauxitu. Na vzniku technologicky složitého zařízení se podílela i francouzská firma Pechiney. Závod byl zprovozněn v roce 1971.
Od roku 2014 je vlastníkem podniku černohorská společnost Uniprom, kterou vlastní podnikatel Veselin Pejović.